# Sergio Pagni
Sergio Pagni (26 de marzo de 1979) es un deportista italiano que compitió en tiro con arco, en la modalidad de arco compuesto.
Ganó cuatro medallas en el Campeonato Mundial de Tiro con Arco al Aire Libre entre los años 2011 y 2017, y cuatro medallas en el Campeonato Mundial de Tiro con Arco en Sala entre los años 2014 y 2018.
Además, obtuvo siete medallas en el Campeonato Europeo de Tiro con Arco al Aire Libre entre los años 2010 y 2018, y siete medallas en el Campeonato Europeo de Tiro con Arco en Sala entre los años 2006 y 2019.

## Palmarés internacional
| Campeonato Mundial al Aire Libre | Campeonato Mundial al Aire Libre | Campeonato Mundial al Aire Libre | Campeonato Mundial al Aire Libre |
| Año                              | Lugar                            | Medalla                          | Prueba                           |
| -------------------------------- | -------------------------------- | -------------------------------- | -------------------------------- |
| 2011                             | Turín (Italia)                   | Medalla de oro                   | Equipo mixto                     |
| 2013                             | Belek (Turquía)                  | Medalla de oro                   | Equipo mixto                     |
| 2017                             | Ciudad de México (México)        | Medalla de plata                 | Equipo                           |
| 2017                             | Ciudad de México (México)        | Medalla de bronce                | Equipo mixto                     |
| Campeonato Mundial en Sala       |                                  |                                  |                                  |
| Año                              | Lugar                            | Medalla                          | Prueba                           |
| 2014                             | Nimes (Francia)                  | Medalla de oro                   | Individual                       |
| 2016                             | Ankara (Turquía)                 | Medalla de oro                   | Equipo                           |
| 2018                             | Yankton (Estados Unidos)         | Medalla de plata                 | Individual                       |
| 2018                             | Yankton (Estados Unidos)         | Medalla de plata                 | Equipo                           |
| Campeonato Europeo al Aire Libre |                                  |                                  |                                  |
| Año                              | Lugar                            | Medalla                          | Prueba                           |
| 2010                             | Rovereto (Italia)                | Medalla de plata                 | Individual                       |
| 2010                             | Rovereto (Italia)                | Medalla de bronce                | Equipo                           |
| 2012                             | Ámsterdam (Países Bajos)         | Medalla de oro                   | Individual                       |
| 2012                             | Ámsterdam (Países Bajos)         | Medalla de plata                 | Equipo mixto                     |
| 2014                             | Echmiadzin (Armenia)             | Medalla de plata                 | Individual                       |
| 2014                             | Echmiadzin (Armenia)             | Medalla de bronce                | Equipo                           |
| 2018                             | Legnica (Polonia)                | Medalla de plata                 | Individual                       |
| Campeonato Europeo en Sala       |                                  |                                  |                                  |
| Año                              | Lugar                            | Medalla                          | Prueba                           |
| 2006                             | Jaén (España)                    | Medalla de plata                 | Equipo                           |
| 2008                             | Turín (Italia)                   | Medalla de oro                   | Individual                       |
| 2010                             | Poreč (Croacia)                  | Medalla de oro                   | Individual                       |
| 2010                             | Poreč (Croacia)                  | Medalla de plata                 | Equipo                           |
| 2015                             | Koper (Eslovenia)                | Medalla de oro                   | Individual                       |
| 2017                             | Vittel (Francia)                 | Medalla de oro                   | Equipo                           |
| 2019                             | Samsun (Turquía)                 | Medalla de plata                 | Equipo                           |